# Veliki Troglav
Veliki Troglav – szczyt w paśmie Dinara w Górach Dynarskich. Leży w Bośni i Hercegowinie, blisko granicy z Chorwacją. Jest to najwyższy szczyt pasma Dinara.